# Curepipe
Curepipe è una città di Mauritius, nel distretto di Plaines Wilhems, seconda città del paese dopo la capitale Port Louis.
Nelle immediate vicinanze si trova il cratere di un vulcano spento, chiamato Trou-aux-Cerfs.

## Amministrazione

### Gemellaggi
- Castel Gandolfo, Italia